# Jesús Chávez Guzmán
Jesús Roberto Chávez Guzmán (Torreón, Coahuila, 26 de abril de 1986) es un futbolista mexicano. Juega de Defensa y su actual equipo es el Dorados de Sinaloa del Ascenso MX.

## Trayectoria
Defensor que recibe la oportunidad de llegar al primer equipo de Tigres UANL para el Torneo de Apertura 2006. Gracias a la regla 20/11 que pide a los equipos de la Primera División de México alinear a un jugador menor de 20 años y 11 meses, su mejor torneo hasta el momento es el Apertura 2007 donde es titular en casi toda la temporada y además anotando su único gol hasta el momento.Al término del Clausura 2008 es transferido a los Jaguares de Chiapas, después de estar un año a préstamo con los Jaguares de Chiapas.
Después regresaría a los Tigres de la UANL de la primera división de México a partir del torneo Clausura 2011. Llegó al San Luis FC en el Apertura 2011 hasta el Clausura 2012, sin mucho éxito se fue a préstamo al Puebla FC en el Apertura 2012, llegó con la gran responsabilidad como capitán del equipo camotero donde actualmente es jugador clave en el cuadro titular.

### Clubes
| Club                 | País          | Año             | Partidos | Goles | Media |
| -------------------- | ------------- | --------------- | -------- | ----- | ----- |
| Tigres Los Mochis    | México        | 2005 - 2006     | 12       | 0     | 0     |
| C.F. Tigres U.A.N.L. | México        | 2006 - 2008     | 45       | 1     | 0.02  |
| Jaguares de Chiapas  | México        | 2009 - 2011     | 56       | 0     | 0     |
| San Luis F.C.        | México        | 2012            | 14       | 1     | 0.07  |
| Puebla F.C.          | México        | 2012 - 2014     | 72       | 5     | 0.07  |
| Atlas F.C.           | México        | 2014            | 15       | 0     | 0     |
| C. Tijuana           | México        | 2015            | 17       | 2     | 0.12  |
| Dorados de Sinaloa   | México        | 2015 - 2016     | 23       | 0     | 0     |
| C. Necaxa            | México        | 2016 - 2017     | 8        | 0     | 0     |
| C. Tijuana           | México        | 2018            | 3        | 0     | 0     |
| Dorados de Sinaloa   | México        | 2017 - Presente | 85       | 2     | 0.02  |
| Total carrera        | Total carrera | Total carrera   | 350      | 11    | 0.03  |

#### Estadísticas
La siguiente tabla detalla los encuentros disputados y los goles marcados en los clubes en los que ha militado.
| Tigres Los Mochis · México                                                                               | 2.ª                 | 2005-06             | 12  | 0 | -  | - | - | - | 12  | 0  |
| Tigres Los Mochis · México                                                                               | 2.ª                 | Total               | 12  | 0 | -  | - | - | - | 12  | 0  |
| Tigres U.A.N.L. · México                                                                                 | 1.ª                 | 2006-07             | 18  | 0 | 2  | 0 | - | - | 20  | 0  |
| Tigres U.A.N.L. · México                                                                                 | 1.ª                 | 2007-08             | 25  | 1 | -  | - | - | - | 25  | 1  |
| Tigres U.A.N.L. · México                                                                                 | 1.ª                 | 2008                | 0   | 0 | -  | - | - | - | 0   | 0  |
| Tigres U.A.N.L. · México                                                                                 | 1.ª                 | Total               | 43  | 1 | 2  | 0 | - | - | 45  | 1  |
| Jaguares de Chiapas · México                                                                             | 1.ª                 | 2009                | 12  | 0 | -  | - | - | - | 12  | 0  |
| Jaguares de Chiapas · México                                                                             | 1.ª                 | 2009-10             | 21  | 0 | 1  | 0 | - | - | 22  | 0  |
| Jaguares de Chiapas · México                                                                             | 1.ª                 | 2010-11             | 9   | 0 | -  | - | 1 | 0 | 10  | 0  |
| Jaguares de Chiapas · México                                                                             | 1.ª                 | 2011                | 12  | 0 | -  | - | - | - | 12  | 0  |
| Jaguares de Chiapas · México                                                                             | 1.ª                 | Total               | 54  | 0 | 1  | 0 | 1 | 0 | 56  | 0  |
| San Luis F.C. · México                                                                                   | 1.ª                 | 2012                | 14  | 1 | -  | - | - | - | 14  | 1  |
| San Luis F.C. · México                                                                                   | 1.ª                 | Total               | 14  | 1 | -  | - | - | - | 14  | 1  |
| Puebla F.C. · México                                                                                     | 1.ª                 | 2012-13             | 31  | 2 | 7  | 1 | - | - | 38  | 3  |
| Puebla F.C. · México                                                                                     | 1.ª                 | 2013-14             | 34  | 2 | -  | - | - | - | 34  | 2  |
| Puebla F.C. · México                                                                                     | 1.ª                 | Total               | 65  | 4 | 7  | 1 | - | - | 72  | 5  |
| Atlas F.C. · México                                                                                      | 1.ª                 | 2014                | 8   | 0 | 7  | 0 | - | - | 15  | 0  |
| Atlas F.C. · México                                                                                      | 1.ª                 | Total               | 8   | 0 | 7  | 0 | - | - | 15  | 0  |
| C. Tijuana · México                                                                                      | 1.ª                 | 2015                | 17  | 2 | -  | - | - | - | 17  | 2  |
| C. Tijuana · México                                                                                      | 1.ª                 | 2018                | 3   | 0 | -  | - | - | - | 3   | 0  |
| C. Tijuana · México                                                                                      | 1.ª                 | Total               | 20  | 2 | -  | - | - | - | 20  | 2  |
| Dorados de Sinaloa · México                                                                              | 1.ª                 | 2015-16             | 19  | 0 | 4  | 0 | - | - | 23  | 0  |
| Dorados de Sinaloa · México                                                                              | 2.ª                 | 2017-18             | 20  | 1 | 2  | 0 | - | - | 22  | 1  |
| Dorados de Sinaloa · México                                                                              | 2.ª                 | 2018                | 9   | 0 | 2  | 0 | - | - | 11  | 0  |
| Dorados de Sinaloa · México                                                                              | 2.ª                 | Total               | 48  | 1 | 8  | 0 | - | - | 56  | 1  |
| C. Necaxa · México                                                                                       | 1.ª                 | 2016-17             | 3   | 0 | 5  | 0 | - | - | 8   | 0  |
| C. Necaxa · México                                                                                       | 1.ª                 | Total               | 3   | 0 | 5  | 0 | - | - | 8   | 0  |
| Total en su carrera                                                                                      | Total en su carrera | Total en su carrera | 267 | 9 | 30 | 1 | 1 | 0 | 298 | 10 |
| (1)Incluye datos de la Copa MX e InterLiga (2007 y 2009) (2)Incluye datos de la Copa Libertadores (2010) |                     |                     |     |   |    |   |   |   |     |    |